# 선 데블 스타디움
선 데블 스타디움(Sun Devil Stadium)는 미국 애리조나주 템피에 위치한 미식축구 경기장이다. 과거 북미 풋볼 리그 애리조나 랭글러스와 애리조나 아웃로스의 홈경기장으로 사용했다.